# National Trails
Cet article concerne les chemins du Royaume-Uni. Pour les chemins des États-Unis, voir National Trails System.

Symbole de gland utilisé pour guider le parcours des National Trails.

Les National Trails sont des sentiers de grande randonnée en Angleterre et au pays de Galles (ainsi qu’un petit tronçon de la Pennine Way en Écosse). Ils sont administrés par Natural England, une agence statutaire du gouvernement du Royaume-Uni, et par Natural Resources Wales (organisme qui a succédé au Countryside Council for Wales), un organisme parrainé par le gouvernement gallois et entretenus par les autorités locales.
En août 2018, il y avait plus de 4 000 km de pistes pour seize itinéraires. Le sentier le plus récent, l'England Coast Path, n'est pas terminé, mais il est prévu d'ouvrir de nouveaux tronçons au cours des prochains mois, dont l'achèvement est prévu pour 2020. Il y a 83 millions de randonneurs sur les National Trails chaque année et plus de 80 000 personnes qui en finissent au moins un.
Les sentiers nationaux sont marqués d'un symbole de gland le long du parcours.
En Écosse, les sentiers équivalents sont appelés Great Trails et sont administrés par Scottish Natural Heritage.

## Liste de National Trails
| Nom                                    | Longueur | Longueur | Région                                                  | Extrémité 1                              | Extrémité 2                      | Description |
| Nom                                    | mi       | km       | Région                                                  | Extrémité 1                              | Extrémité 2                      | Description |
| -------------------------------------- | -------- | -------- | ------------------------------------------------------- | ---------------------------------------- | -------------------------------- | --- |
| Cleveland Way                          | 110      | 177      | Angleterre septentrionale : Yorkshire du Nord           | Helmsley                                 | Filey Brigg                      | Circuit autour du parc national des North York Moors.                                                                                                 |
| Cotswold Way                           | 102      | 164      | Angleterre centrale : Cotswolds                         | Chipping Campden, Gloucestershire        | Bath, Somerset                   | Sentier le long des Cotswolds. |
| England Coast Path                     | 2795     | 4500†    | Angleterre                                              | N/A                                      | N/A                              | S'étendra sur toute la côte de l'Angleterre et sera le plus long sentier côtier géré et balisé du monde.                                              |
| Glyndŵr's Way                          | 135      | 217      | Pays de Galles : Powys                                  | Knighton                                 | Welshpool                        | |
| Hadrian's Wall Path                    | 84       | 135      | Angleterre : Tyne and Wear, Northumberland, Cumbria     | Wallsend, Tyne and Wear                  | Bowness-on-Solway, Cumbria       | Circule de la côte est à la côte ouest le long des vestiges du mur d'Hadrien.                                                                         |
| North Downs Way                        | 153      | 217      | Angleterre du sud-est                                   | Farnham                                  | Douvres                          | Traverse les Area of Outstanding Natural Beauty des collines de Surrey et de Kent Downs.                                                              |
| Offa's Dyke Path                       | 177      | 285      | Frontière Angleterre-pays de Galles                     | Sedbury, Gloucestershire                 | Prestatyn, Denbighshire          | Sentier près de la frontière et des vestiges de la digue d'Offa.                                                                                      |
| Peddars Way and Norfolk Coast Path     | 97       | 156      | Angleterre : Suffolk et Norfolk                         | Knettishall Heath, Knettishall, Suffolk  | Cromer, Norfolk                  | Les deux chemins se rejoignent à Holme-next-the-Sea.                                                                                                  |
| Pembrokeshire Coast Path               | 186      | 299      | Pays de Galles (sud-ouest) : Pembrokeshire              | Poppit Sands, near St Dogmaels           | Amroth                           | Le sentier effectue un total de 11 000 m de dénivelé et se situe presque entièrement dans le parc national côtier du Pembrokeshire.                   |
| Pennine Bridleway                      | 205      | 330      | Angleterre septentrionale : Pennines                    | Middleton-by-Wirksworth, Derbyshire      | Ravenstonedale, Cumbria          | Le chemin est à peu près parallèle à la Pennine Way.                                                                                                  |
| Pennine Way                            | 267      | 430      | Angleterre septentrionale : Pennines et sud de l'Écosse | Edale, Derbyshire                        | Kirk Yetholm, Scottish Borders   | Il s'étend sur toute la longueur des Pennines. Selon Ramblers, c'est l'« un des sentiers les plus connus et les plus difficiles de Grande-Bretagne ». |
| The Ridgeway                           | 87       | 140      | Angleterre méridionale : Berkshire Downs                | Overton Hill, près de Avebury, Wiltshire | Ivinghoe Beacon, Buckinghamshire | Ancienne piste sur une crête de craie décrite comme la plus ancienne route de Grande-Bretagne.                                                        |
| South Downs Way                        | 100      | 161      | Angleterre méridionale :South Downs                     | Winchester, Hampshire                    | Eastbourne, Sussex de l'Est      | Dans le parc national des South Downs. |
| South West Coast Path (South West Way) | 630      | 1014     | Angleterre : Somerset, Devon, Cornouailles & Dorset     | Minehead, Somerset                       | Poole Harbour, Dorset            | Conçu à l'origine pour les garde-côtes, cette route leur permettait de se promener de phare en phare à la recherche de passeurs.                      |
| Thames Path                            | 184      | 296      | Angleterre méridionale                                  | Kemble, Gloucestershire                  | Thames Barrier, Charlton         | Le chemin suit la Tamise de sa source jusqu'à Londres.                                                                                                |
| Yorkshire Wolds Way                    | 79       | 127      | Angleterre : Yorkshire                                  | Hessle, Yorkshire de l'Est               | Filey, Yorkshire du Nord         | Circuit autour des Wolds du Yorkshire. |

† : En 2020